# We Lost The Summer
«We Lost The Summer» (en hangul, 날씨를 잃어버렸어) es una canción del grupo surcoreano TXT. Fue lanzada el 26 de octubre de 2020 a través de la discográfica Big Hit Music como la tercera pista del miniálbum Minisode 1: Blue Hour (2020), y fue lanzada como segundo sencillo del mismo el 13 de noviembre de 2020.

## Antecedentes
El 7 de septiembre de 2020 se anunciaría la lista de canciones del nuevo EP de TXT, donde la canción sería nombrada por primera vez, siendo esta la tercera pista de las cinco anunciadas. El 26 de octubre, fecha del lanzamiento del álbum, es publicada la canción, que tendría una duración de tres minutos y treinta segundos. El 10 de noviembre de 2020 se anunciaría. a través de un tráiler, que «We Lost The Summer» sería el segundo sencillo de la era, el cual estaría acompañado de un video musical.

## Composición
La canción, que cuenta con la colaboración de Charli XCXhabla acerca cómo dos personas que se aman no pueden estar cerca debido a a caprichos sociales. Así relatando una linda historia de amor relatada en el invierno La canción se puede describir como una pista dancehall y líricamente está inspirada en la canción de 1998 «오락실,» de la banda Han's Band, la cual igualmente trata de una situación difícil, la crisis financiera asiática de 1997, con una cadencia optimista.

## Promoción
La canción se presentaría en el «Comback Show» realizado en conjunto al canal de televisión Mnet en el día del lanzamiento del EP. En la primera semana de promoción de «Blue Hour» en los programas de televisión coreanos en vivo, la canción se presentaría en MU:TALK y The Show como B Side. 
El 10 de noviembre se publicaría un tráiler en el canal de YouTube de Big Hit anunciando el lanzamiento de la canción como sencillo, la cual estaría acompañada de un video musical. Dos días después se publicarían tráileres individuales de cada uno de los miembros, donde se mostraban algunas escenas del video musical. El 13 de noviembre se publicaría el video musical de la canción.

## Historial de lanzamiento
| Región | Fecha                 | Formato                     | Discográfica | Ref.   |
| ------ | --------------------- | --------------------------- | ------------ | ------ |
| Varios | 26 de octubre de 2020 | Descarga digital, streaming | Republic     | [ 10 ] |